# Dysganus bicarinatus
 Dysganus bicarinatus es una especie dudosa del género Dysganus extinto de dinosaurio ornitópodo ceratopsiano, que habitó a finales del período Cretácico, hace aproximadamente entre 75 millones de años en el Campaniense, en lo  que es hoy América del Norte. Se basa en el espécimen AMNH 3975, un diente que se encuentra en la formación Río Judith. El nombre probablemente se refiere a las dos crestas medias paralelas más pronunciadas. La morfología del diente no es esencialmente diferente al resto.